# 조너선 체리
조너선 체리(Jonathan Cherry, 1978년 12월 3일 ~ )는 캐나다의 배우이다.

## 출연 작품
- 어나더 울프캅 (2017)
- 원펀치 2 (2017)
- 쓰리 나이트 스탠드 (2013)
- 왓 이프 (2013)
- 원펀치 (2011)
- 볼드 (2008)
- 크리스마스 인 보스턴 (2005)
- 하우스 오브 더 데드 (2003)
- 데스티네이션 2 (2003)
- 데이 (2002)